# 鲁伯特·桑德斯
魯伯特·邁爾斯·桑德司（英語：Rupert Miles Sanders，1971年1月15日—）是一位英国男導演、編劇和製片人。

## 早期生活
桑德司出生於倫敦的西敏。他是塔莉婭（Thalia，娘家姓為Garlick）和麥可·桑德司（Michael Sanders）的兒子。

## 職業生涯
他曾导演了许多电视广告片，如《最後一戰3：ODST》的《我们是ODST》为他赢得了两项坎城國際廣告節金狮奖。
他执导的首部电影是2012年的《白雪公主与猎人》，投资1.7亿美圆，美国于6月1日上映，全球票房3.96亿美元。
2014年1月24日，宣布桑德司將與史嘉蕾·喬韓森合作拍攝《攻殼機動隊》的真人改編電影。電影於2016年2月開拍，定於2017年3月在北美上映。

## 个人生活
2002年，他与英国女演员莉柏蒂·羅絲（Liberty Ross）结婚，两人育有两个孩子。2012年7月，《Us Weekly》刊出他與女演員克莉絲汀·史都華親密舉動的照片，使得桑德司和史都華事後出面為此道歉。羅絲於2013年1月提出離婚，並向山德斯要求共同監護權、配偶贍養費和律師費。兩人於2014年5月30日正式離婚。

## 作品列表

### 電影
| 年份 | 標題               | 職位 | 預算       | 票房       | 附註 |
| ---- | ------------------ | ---- | ---------- | ---------- | ---- |
| 2012 | 《公主與狩獵者》   | 導演 | 1.7億美元  | 3.96億美元 |      |
| 2017 | 《攻殼機動隊》     | 導演 | 1.1億美元  | 1.69億美元 |      |
| 2024 | 《龍族戰神：重生》 | 導演 | 5000萬美元 |            |      |

### 電視
| 年份 | 標題     | 職位 | 附註 |
| ---- | -------- | ---- | ---- |
| 2021 | 《基地》 | 導演 |      |

## 外部連結
- 鲁伯特·桑德斯在互联网电影资料库（IMDb）上的資料（英文）